# 海宁根 (下萨克森州)
海宁根（德語：Heiningen，發音：[ˈhaɪnɪŋən]）是德国下萨克森州沃尔芬比特尔县的市镇，面积8.41平方千米，2023年12月31日人口为674人。